# 김창성 (헤어 디자이너)
김창성(1989년 12월 24일 )은 대한민국의 헤어 디자이너이다.

## 내력
- Bella Hair 대표
- 박승철헤어스투디오